# Fire River
Fire River är ett vattendrag i Kanada.   Det ligger i provinsen Ontario, i den sydöstra delen av landet, 700 km nordväst om huvudstaden Ottawa.
I omgivningarna runt Fire River växer i huvudsak blandskog. Trakten runt Fire River är nära nog obefolkad, med mindre än två invånare per kvadratkilometer.